# Tomas Fryk
Tomas Björn Erik Fryk, meglio noto come Tomas Fryk, (Huddinge, 18 settembre 1966) è un attore svedese molto famoso per aver recitato nel film Barnens ö, tratto dall'omonimo romanzo di P.C. Jersild.

## Filmografia

### Cinema
- Barnens ö, regia di Kay Pollak (1980)
- Splittring, regia di Muammer Özer (1984)
- On the Loose, regia di Staffan Hildebrand - cortometraggio (1985)
- Älska mej, regia di Kay Pollak (1986)
- Nionde kompaniet, regia di Colin Nutley (1987)
- BlackJack, regia di Colin Nutley (1990)
- Sprängaren, regia di Colin Nutley (2001)
- Jordgubbar med riktig mjölk, regia di Jack Ersgard (2001)

### Televisione
- Distrikt 5 - miniserie TV, episodio 1x04 (1983)
- Femte generationen - miniserie TV, 3 episodi (1986)
- Beck – serie TV, episodio 4x01 (2009)